# 吉姆·穆尼
詹姆斯·J·穆尼（英語：James J. Mooney，1930年7月8日—2015年10月29日），美国NBA联盟前职业篮球运动员。